# Les Annales des télécommunications
Les Annales des télécommunications est une revue scientifique à comité de lecture publiée par le groupe Springer et éditée par l'Institut Mines-Télécom. Publiée en version papier tous les deux mois, elle couvre les télécommunications modernes,  des services aux usages, en passant par le traitement de l'information et les réseaux. Guy Pujolle (professeur à l'université Pierre-et-Marie-Curie) en est l'éditeur-en-chef. La revue est indexée dans Scopus et dans le Thomson Reuters Journal Citation Reports qui établit pour 2022 un facteur d'impact de 1,9.